# Rafz
Rafz is een gemeente en plaats in het Zwitserse kanton Zürich, en maakt deel uit van het district Bülach.
Rafz telt 3751 inwoners.